# Линдау
Линдау (нем. Lindau) — исторический город на острове в восточной части Боденского озера, районный центр германской земли Бавария.  Соединяется с берегом озера мостом и (с 1853 г.) железнодорожной насыпью. 
Подчинён административному округу Швабия. Входит в состав района Линдау. Население составляет 24454 человека (на 31 декабря 2012 года). Занимает площадь 33,18 км². Официальный код — 09 7 76 116.

## Местоположение
Исторический Линдау расположен на одноимённом острове площадью 0,68 кв. км. близ альпийской вершины Пфендер и точки, где соединяются границы Австрии, Германии и Швейцарии. В 1920-е гг. в черту города вошли современные районы на берегу Боденского озера при впадении в неё реки Лайблах, разделяющей Баварию и Австрию. 

## История

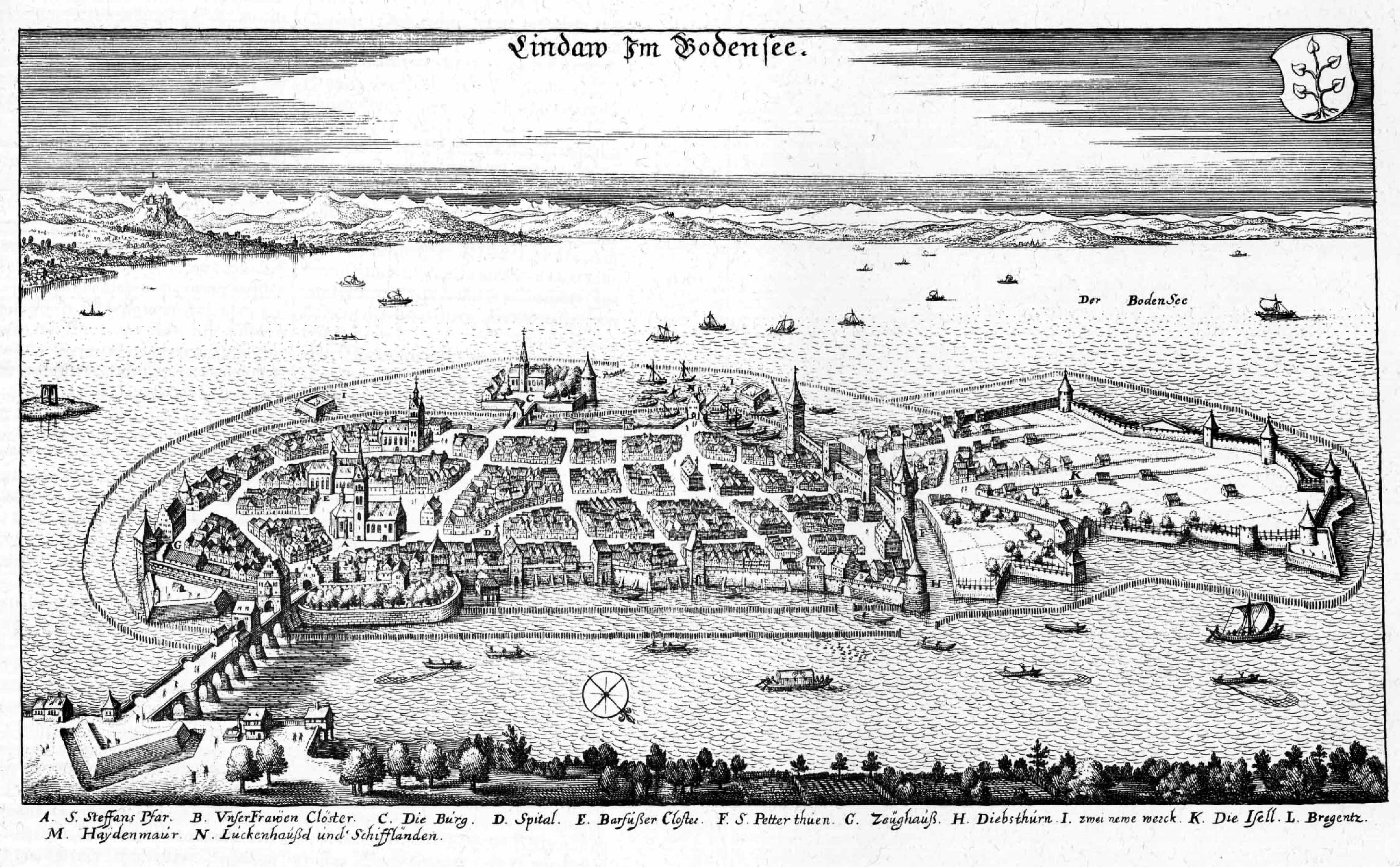
На гравюре 1643 года

Аббатство Линдау впервые упоминается в документе монастыря Св. Галла, датированном 882 годом. Как и Райхенау, это был монашеский остров с двумя обителями — женской и мужской. 
В 1275 г. Рудольф I Габсбург даровал поселению права вольного имперского города. Хотя в 1528 г. жители окончательно порвали связи с Ватиканом, присоединившись к Реформации, имперское аббатство сохранило свой статус и назначение.
Монтень, посетивший остров в 1581 г., отметил в дневнике мастерство местных поваров.
С развалом Священной Римской империи (1802) остров Линдау перешёл в руки князя Карла Августа фон Бретценгейма, незаконнорожденного сына баварского курфюрста. В 1804 г. князь уступил остров Габсбургам, а те через год передали его баварским Виттельсбахам.
В 1850-е гг. король Максимилиан II превратил Линдау в главный порт Баварского королевства. Здесь была обустроена живописная гавань с маяком (единственным в Баварии) и статуей геральдического льва. В честь короля получила название главная улица города — Максимилианштрассе. Во время Второй мировой войны старый город не пострадал.

## Туризм
Линдау принадлежит к числу самых популярных у туристов городов Баварии. Основные достопримечательности:
- Церковь Девы Марии на Рыночной площади — бывший собор аббатства Линдау, известного с IX века. Нынешняя приходская церковь построена в 1748-52 гг. по проекту И. К. Баньято и оформлена в стиле рококо. В 1922 г. интерьер пострадал от сильного пожара.
- Церковь Святого Стефана — самая большая в городе. Строилась с 1180 по 1506 гг., перестроена в начале 1780-х гг. Интерьер соответствует вкусам позднего барокко.
- Церковь Святого Петра — старейшая в городе, построена рыбаками и посвящена их небесному покровителю. В интерьере сохранились фрески конца XV века, некогда приписывавшиеся Гольбейну Старшему. В 1928 г. храм стал военным мемориалом.
- Городской театр перестроен из церкви францисканцев, построенной в XIV веке. В этом монастыре некогда подвизался Иоганн из Винтертура.
- Старая ратуша (1422) с ренессансным расписным фасадом (1576) и набором старинных колоколов (1617). Южная сторона расписана в XIX веке фресками, иллюстрирующими историю города. В 1497 г. в готическом зале совета заседал рейхстаг Священной Римской империи.
- Средневековые башни-маяки Мангтурм и Дибстурм («башня воров»).
- Казино, принадлежащее земле Бавария.

С 1655 г. каждую четвёртую среду июля в Линдау проходит детский праздник (Lindauer Kinderfest). Впервые он был проведён для детей, чьи родители погибли во время Тридцатилетней войны.
Каждое лето в Линдау проводится недельная встреча нобелевских лауреатов с молодыми учёными.

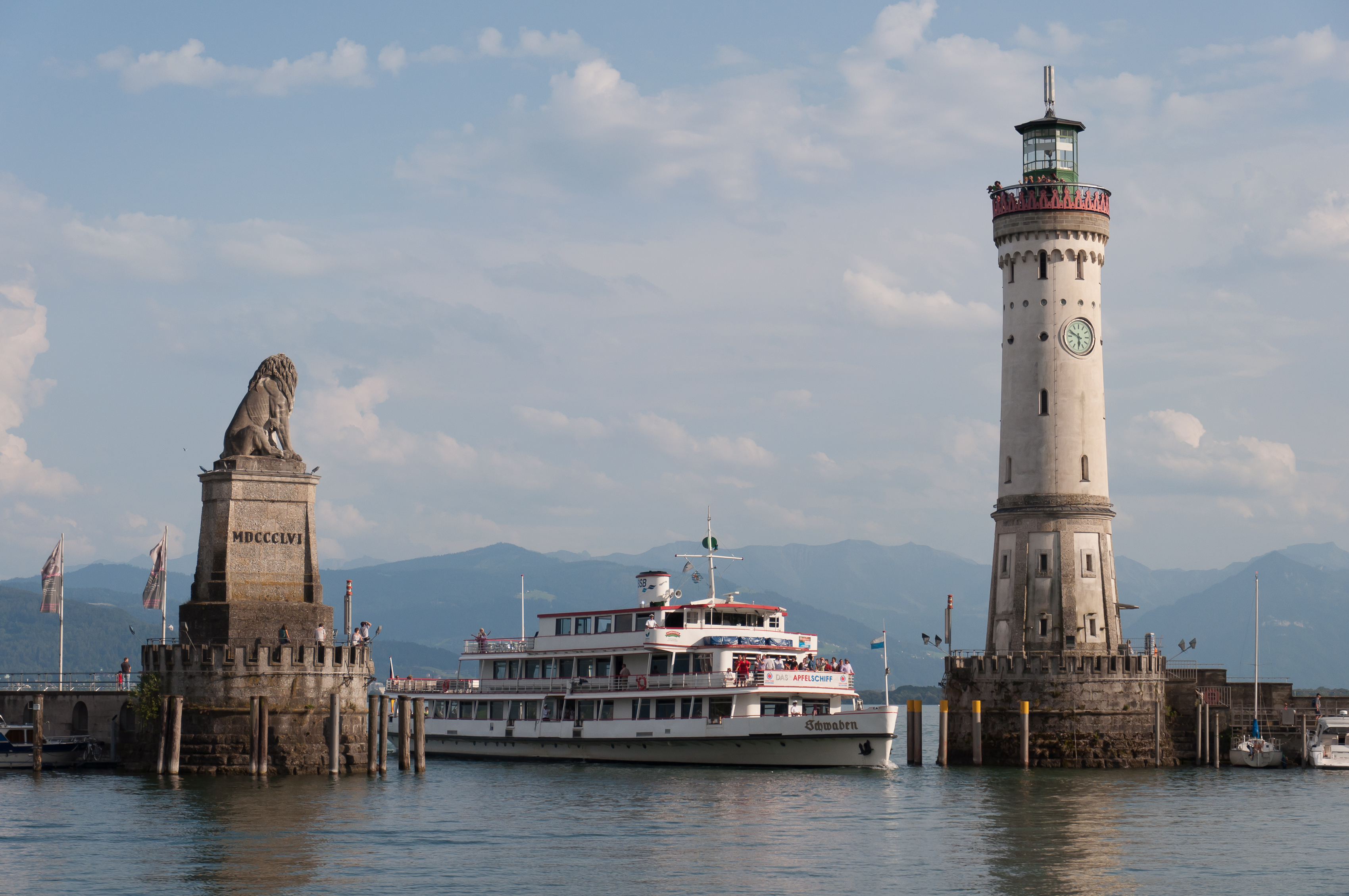
Набережная
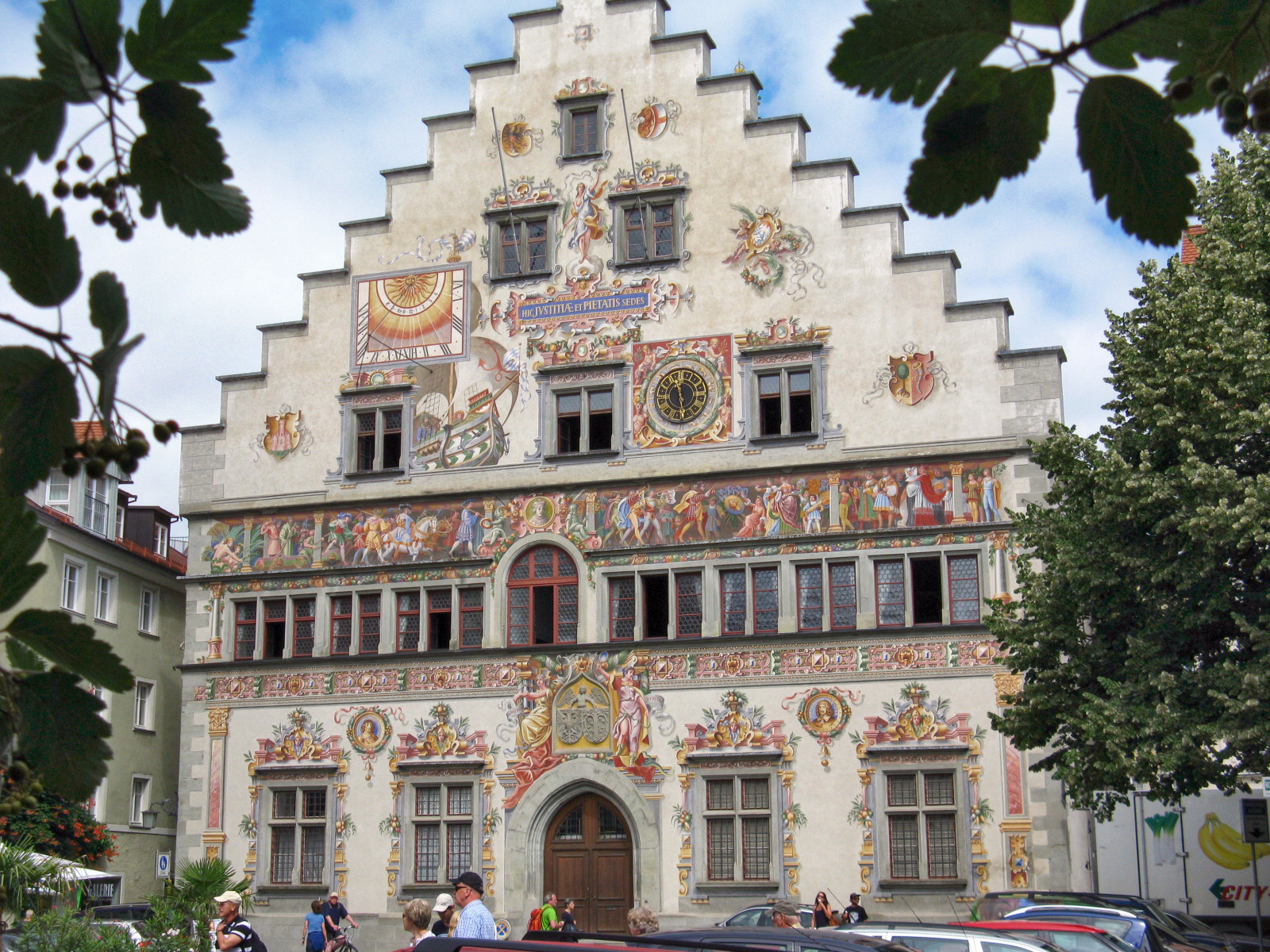
Старая ратуша
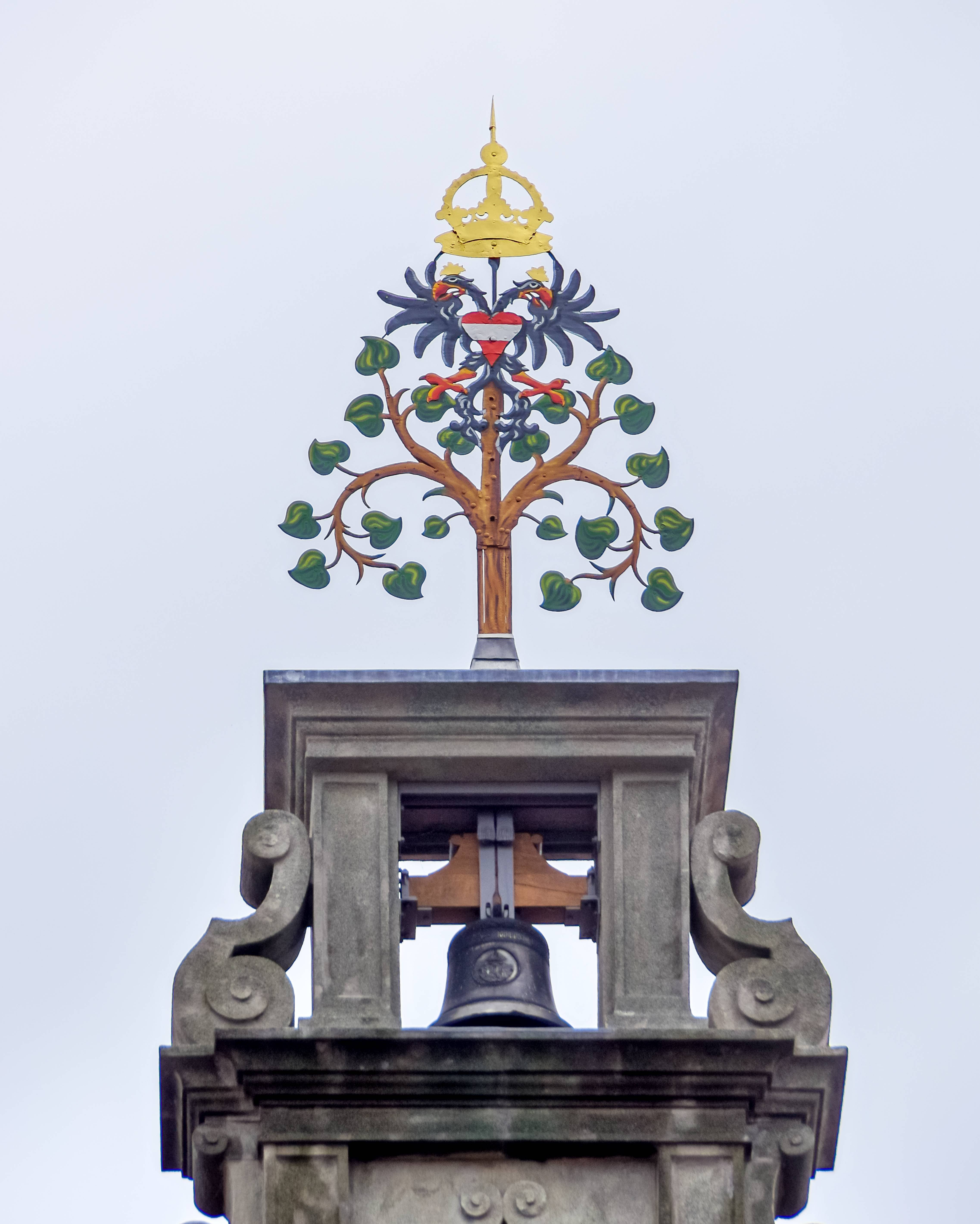
Навершие Старой ратуши
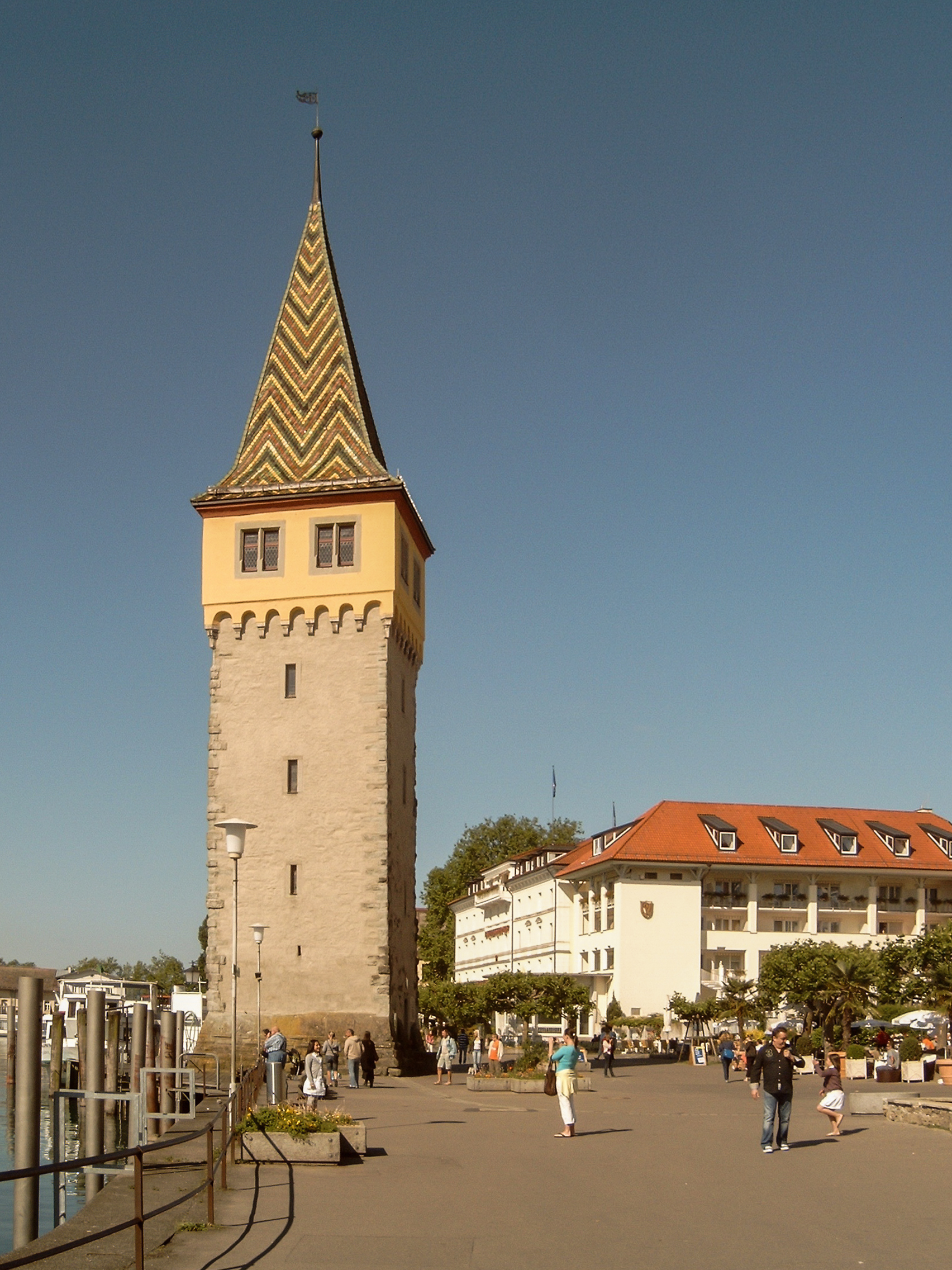
Мангтурм

## Известные уроженцы и жители
- Герман Лингг (1820—1905) — немецкий поэт, прозаик и драматург.
- Криста Неэр (нем. Christa Näher), немецкая художница.
- Карл Танера (1849—1904) — немецкий военный писатель.
- Тирш, Фридрих фон (1852—1921) — немецкий архитектор. Почётный гражданин города.

## Международное сотрудничество
- Серпухов (Россия)

## Смотрите также
- Убийство Калинки Бамберски